# Marko Snoj
Marko Snoj (ur. 19 kwietnia 1959 w Lublanie) – słoweński językoznawca. Zajmuje się etymologią, onomastyką, akcentologią, historią języka słoweńskiego (zwłaszcza w XVII i XVIII w.), leksykologią i słownikarstwem, a także albanistyką.

## Życiorys
Absolwent Wydziału Filozoficznego Uniwersytetu Lublańskiego. W 1984 r. uzyskał magisterium (na podstawie pracy Problem i-jevske in u-jevske barve v refleksih zlogotvornih sonantov n, m, l, r v baltoslovanskih jezikih). W 1989 r. otrzymał doktorat (Praslovanski z iz indoevropskega s v luči novejših akcentoloških spoznanj).
Od 2009 r. profesor zwyczajny językoznawstwa porównawczego na Uniwersytecie Lublańskim.
W 2015 r. został członkiem korespondentem Słoweńskiej Akademii Nauki i Sztuki. Od 2021 r. członek zwyczajny. Od 2023 r. wiceprezes akademii.